# Winter Challenge
Winter Challenge ist ein Sport-Computerspiel, das 1991 von Accolade veröffentlicht wurde. 1992 erschien das Pendant Summer Challenge.
Es können Wettkämpfe in acht verschiedenen olympischen Disziplinen ausgetragen werden. Durch Verwendung von Vektorgrafiken erfolgt die Darstellung in einer 3D-Ansicht (Third-Person-Perspektive). Neben dem Wettkampfmodus, bei dem sich bis zu zehn Spieler abwechselnd messen können, gibt es noch einen Trainingsmodus. Zudem können Wiederholungen des Spielgeschehens angesehen werden.

## Disziplinen
Die folgenden olympischen Disziplinen stehen zur Auswahl:
- Abfahrt
- Riesenslalom
- Skispringen
- Rodeln
- Bob
- Langlauf
- Eisschnelllauf
- Biathlon

## Bewertungen
- Die Zeitschrift Power Play vergab die Wertung „78 %“ für die PC-Version (Ausgabe 1/1992) und „76 %“ für die Mega-Drive-Version (Ausgabe 3/1992).